# Apogon marquesensis
Apogon marquesensis är en fiskart som beskrevs av Greenfield 2001. Apogon marquesensis ingår i släktet Apogon och familjen Apogonidae. Inga underarter finns listade i Catalogue of Life.